# Emilio García Riera
Emilio García Riera (Ibiza, 17 de novembro de 1931 — Zapopan, 11 de outubro de 2002) foi um ator, escritor e crítico de cinema espanhol.